# 白龍占麗魚
白龍占麗魚（学名：Lethrinops albus）為輻鰭魚綱鱸形目隆頭魚亞目慈鯛科的其中一種。其种加词“albus”意为“白色的”。分布於非洲馬拉威湖流域，體長可達16.5公分，棲息在底層水域，生活習性不明，可作為觀賞魚。